# 家屋番号
家屋番号（かおくばんごう）とは、不動産登記法の規定に基づき、管轄法務局が同法上の建物に付する番号をいう。いわば建物一つ一つを識別するための固有の番号である。住居表示に関する法律の規定に基づき市町村が付する住居番号とは異なる。

## 概要
不動産登記法第45条の規定によれば、登記所は一個の建物ごとに家屋番号を付さなければならないとしており、具体的な方法は不動産登記規則第112条に定められている。
家屋番号は当該建物の敷地の地番と同じ番号を付するのが原則である。例えば、「千代田区千代田1番地1」の土地の上に建てられた建物は「1番1」という家屋番号が付される（家屋番号には町名は表示されない。つまり、家屋番号は「同じ町名の中での」固有の建物識別番号ということである）。ただし、以下のような例外があり敷地の地番と必ずしも一致しないことがある。
- 同じ地番に2つ以上の建物が登記された場合、上記の不動産登記規則により「支号」が付される。例えば1番地1の土地の上に二つ目の建物が登記された場合は、その建物の登記番号は「1番1の2」になる（もともとあった建物は特別に表示変更登記を行わない限り「1番1」のままで「1番1の1」になるわけではない。つまり二つ目以降の建物のみ支号が付されるのが原則である。ただし、もともと建物がなかった地番に二つ以上の建物を同時に登記する場合、初めから「1番1の1」「1番1の2」のような家屋番号を付する場合もあり、大変ややこしい）。分譲マンションなどの区分建物については、それぞれの専有部分について家屋番号を付することになるため、家屋番号は非常に把握が困難となる。例えば200部屋の分譲マンションが建てられたとすると、物理的には1棟の建物が建っているだけだが、登記上は「1番1の1」から「1番1の200」までの200個の家屋番号がカズノコの卵のように固まった集合体をなしていることになる。
- 家屋番号は家屋の表示登記を行った時点での敷地の地番となるため、敷地の地番に変更があった場合でも、建物の表示変更登記を行わない限り建物の家屋番号が変更になることはない。よって、土地の分筆、合筆あるいは区画整理事業、市街地再開発事業、農用地整備事業などにより地番の再編が行われた場合、現在の敷地の地番と敷地の上の建物の家屋番号に乖離が生じていることも少なくない。
- 建物登記制度は戦前戦後時期の「家屋税」の台帳が引き継がれ建物の登記簿となったものである（戦前は家屋税法により税務署に保管、戦後は家屋台帳法により市町村役場に保管されていたものである）。従って、極めて古い建物については家屋税時代の家屋番号が残されていることがある。例えば「1番地1」の上の建物に「50番」という地番と似ても似つかない番号が付されている場合がある。これは、半世紀以上前に家屋税の台帳を編綴していた時代、たまたま簿冊の50ページ目にあったため50という番号が付され、登記簿に引き継がれたものである可能性がある。